# توموئه هانبا
توموئه هانبا (انگلیسی: Tomoe Hanba; ۹ ژوئن ۱۹۷۲ – ) صداپیشگی در ژاپن اهل ژاپن بود.